# Свръхмасивна черна дупка
Свръхмасивната черна дупка е най-големият вид черна дупка, тежаща между стотици хиляди до милиони слънчеви маси. Предполага се, че повечето, а най-вероятно всички галактики имат свръхмасивна черна дупка в центъра си. В случая на Млечния път се предполага, че свръхмасивната черна дупка отговаря на разположението на Стрелец А*.

## Описание
Средната плътност на свръхмасивна черна дупка (определяна като масата на черната дупка, разделена на обема в гравитационния ѝ радиус) в някои случаи може да бъде по-малка от плътността на водата. Това е, защото гравитационният радиус (радиус на Шварцшилд) е пряко пропорционален на масата, докато плътността е обратно пропорционална на обема. Тъй като обемът на сферичен обект (например хоризонт на събитията на неротационна черна дупка) е пряко пропорционален на куба на радиуса, минималната плътност на дадена черна дупка е обратно пропорционална на квадрата на масата и следователно черните дупки с по-голяма маса имат по-малка средна плътност. Освен това приливните сили в близост от хоризонта на събитията са значително по-слаби за масивни черни дупки. Както и с плътността, приливната сила върху тяло при хоризонта на събитията е обратно пропорционална на квадрата на масата: човек на повърхността на Земята и човек при хоризонта на събитията на черна дупка с маса 10 милиона M☉ изпитват приблизително еднаква приливна сила между главата и петите си. За разлика от звездните черни дупки, човек не би изпитал значителна приливна сила, докато не навлезе много надълбоко в черната дупка.

## История на изследване
Доналд Линден-Бел и Мартин Рийс изказват хипотеза през 1971 г., че в центъра на Млечния път има свръхмасивна черна дупка. Стрелец А* е открита и именувана съответно на 13 и 15 февруари 1974 г. от астрономите Брус Балик и Робърт Браун, използвайки интерферометър. Те откриват източник на радиовълни, излъчващ синхротронно лъчение, което е плътно и неподвижно, поради гравитация. Това е първата индикация, че свръхмасивна черна дупка съществува в центъра на Млечния път.

## Образуване
Произходът на свръхмасивните черни дупки все още е отворено поле за изследване. Астрофизиците вярват, че веднъж щом черна дупка се озове в центъра на галактика, тя може да нарасне чрез акреция на материя или сливайки се с други черни дупки. Съществуват, все пак, няколко хипотези относно механизмите на образуване и първоначалните маси на прогениторите на свръхмасивните черни дупки. Най-очевидната хипотеза е, че зародишите са черни дупки с маса от десетки или стотици слънчеви маси, които са останали след взривовете на масивни звезди и растат чрез акреция на материя. Според друг модел, голям газов облак в периода преди образуването на първите звезди колапсира в „квазизвезда“, след което в черна дупка с начална маса около 20 M☉, а след това бързо натрупва материя, за да се превърне относително бързо в черна дупка със средна маса и, може би, в свръхмасивна черна дупка, ако акрецията не намали при по-големи маси. Първоначалната квазизвезда би станала нестабилна към радиални смущения, поради произвеждането на двойки електрон-позитрон в ядрото ѝ и би могла да колапсира директно в черна дупка без взрив на супернова, който би изхвърлил по-голямата част от масата ѝ и така предотвратявайки я да остави черна дупка.
Друг модел включва плътен звезден куп, претърпяващ колапс на ядрото, докато отрицателния топлинен капацитет на системата води скоростната дисперсия в ядрото до релативистични скорости. Първичните черни дупки е възможно да са били създадени директно от външно налягане в първите моменти след Големия взрив. Образуването на черни дупки от умирането на първите звезди е широко изучавано и подкрепяно от наблюдения.
Трудността при образуването на свръхмасивна черна дупка се крие в нуждата от достатъчно материя, която да бъде концентрирана в достатъчно малък обем. Тази материя трябва да има много малък ъглов импулс, за да може това да се случи. Обикновено, процесът на акреция включва преместването на голям първоначален ъглов импулс към външността и това излиза, че е ограничаващият фактор при растежа на черните дупки. Това е важен компонент в теорията на акреционните дискове. Акрецията на газ е най-ефективният и най-очевидният начин, по който растат черните дупки. По-голямата част от масовия растеж на свръхмасивните черни дупки се счита, че се случва по време на епизоди от бърза газова акреция, които са наблюдаеми като активни ядра на галактики или квазари. Наблюденията разкриват, че квазарите са били много по-често срещани, когато Вселената е била по-млада, което сочи, че свръхмасивните черни дупки са се образували и са растели отрано. Голям ограничителен фактор за теориите за образуване на свръхмасивна черна дупка е наблюдението на далечни сияйни квазари, които показват, че свръхмасивни черни дупки с маса от милиарди слънчеви маси са се образували още от времето, когато Вселената е била по-млада от 1 милиард години. Това предполага, че свръхмасивни черни дупки са се появили много рано във Вселената, в центъра на първите масивни галактики.
Към момента изглежда, че има празно място в наблюдаваното разпределение на черни дупки. Има звездни черни дупки, създадени от колапсиращи звезди, които стигат до около 33 M☉. Минималната свръхмасивна черна дупка е приблизително 100 000 слънчеви маси. Между тези видове черни дупки изглежда, че има само оскъдица от черни дупки със средна маса. Такава празнина би предполагала различни процеси на образуване. Все пак, някои модели включват възможността ултраярките рентгенови източници да са черни дупки от тази липсваща група.
Съществува, обаче, горна граница за това колко големи могат да пораснат свръхмасивните черни дупки. Така наречените ултрамасивни черни дупки, които са поне десет пъти по-големи от свръхмасивните черни дупки, изглежда, че имат теоретичен горен лимит от 50 милиарда слънчеви маси, тъй като всичко над това би забавило растежа и би причинило нестабилния акреционен диск, заобикалящ черната дупка, да се обедини в звезди.

## Доплерови измерения
Едно от най-добрите доказателства за присъствието на черни дупки е предоставено именно от Доплеровия ефект, чрез който светлината от материя, орбитираща наблизо, се измества към червения цвят на електромагнитния спектър, когато се отдръпва, и към синия цвят, когато идва напред. За материя много близка до черната дупка орбиталната скорост трябва да е сравнима със скоростта на светлината, така че отдръпващата се материя би изглеждала много бледа, сравнена с напредващата материя, което означава, че системи с неразривно симетрични дискове и пръстени биха добили много асиметричен външен вид. Този ефект се взима предвид в съвременните компютърно генерирани изображения като примера, показан тук, основавайки се на правдоподобен модел на свръхмасивната черна дупка в Стрелец А* в центъра на галактиката ни. Все пак, резолюцията, предоставена от наличната технология на телескопите е все още недостатъчна, за да се потвърдят пряко такива предсказания.
Това, което вече е наблюдавано пряко в много системи, са по-ниските нерелативистични скорости на материята, орбитираща по-далеч от черни дупки. Преки Доплерови измервания на водни мазери, заобикалящи ядрата на близки галактики, разкриват много бързо Кеплерово движение, което е възможно единствено при висока концентрация на материя в центъра. Към момента единствените познати обекти, които могат да опаковат достатъчно материя в такова малко пространство са черните дупки или други обекти, еволюиращи в черни дупки. За активните и далечни галактики широчината на широките спектрални линии може да бъде използвана, за да се проучат газовете, орбитиращи близо до хоризонта на събитията. Променливостта на тези линии може да бъде използвана, за да се измери масата и понякога въртенето на черната дупка, която захранва активна галактика.
Гравитацията от свръхмасивни черни дупки в центъра на много галактики се счита, че захранва активни обекти като Сейфертови галактики и квазари.
Емпиричната корелация между размера на свръхмасивните черни дупки и звездната скоростна дисперсия {\displaystyle \sigma } на галактическа издатина се нарича съотношение M-сигма.

## В Млечния път
Астрономите са уверени, че Млечния път има свръхмасивна черна дупка в центъра си, на 26 000 ly от Слънчевата система, в регион наречен Стрелец А*, защото:
- Звездата S2 следва елиптична орбита с период 15,2 години и периапсида (най-близко разстояние) от 17 светлинни часа (1,8×1013 m или 120 AU) от центъра на централния обект.[21]
- От движението на звездата S2 масата на обекта може да бъде оценена на 4,1 милиона M☉[22][23] или около 8,2×1036 kg.
- Радиусът на централния обект трябва да е по-малък от 17 светлинни часа, защото иначе S2 би се сблъскала с него. Всъщност, скорошни наблюдения на звездата S14[24] сочат, че радиусът е не повече 6,25 светлинни часа – приблизително диаметъра на орбитата на Уран. Обаче, прилагайки формулата за радиуса на Шварцшилд се получават около 41 светлинни секунди, което е логично, ако втората космическа скорост е скоростта на светлината.
- Никой познат астрономически обект, освен черна дупка, не може да има 4,1 милиона слънчеви маси в такъв обем от пространството.

Институтът за извънземна физика „Макс Планк“ и Калифорнийският университет в Лос Анджелис са предоставили най-твърдото доказателство към момента, че Стрелец A* е мястото на свръхмасивна черна дупка, основавайки се на данни от Very Large Telescope и Обсерваторията Кек.
На 5 януари 2015 г. от НАСА докладват, че са наблюдавали рентгеново излъчване 400 пъти по-ярко от нормалното, рекордьор, от Стрелец A*. Необичайното събитие може да е било причинено от разпадането на астероид, попадащ в черна дупка, или от заплитането на линиите на магнитно поле в газ, попадащ в Стрелец A*, според астрономите.

## Извън Млечния път
Ясно динамично доказателство за свръхмасивни черни дупки има само в няколко галактики. Сред тях са Млечния път, галактиките M31 и M32 от местната група и няколко галактики отвъд местната група, като NGC 4395. В тези галактики, средно квадратичните скорости на звездите или газовете се повишава с около 1/r близо до центъра, което сочи, че има централна точка с голяма маса. Във всички останали галактики, наблюдавани към момента, средно квадратичните скорости са равни или даже намаляващи, което прави невъзможна констатацията дали в тях има свръхмасивна черна дупка или не. Въпреки това, широко е прието, че в центъра на почти всяка галактика има свръхмасивна черна дупка. Причината за това предположение е съотношението M-сигма – тясна връзка между масата на дупката в около 10 галактики с потвърдено засичане и скоростната дисперсия на звездите в издатините на тези галактики. Това съотношение, макар базирано едва на няколко галактики, предполага силна връзка между образуването на черната дупка и самата галактика.
Близката галактика Андромеда на 2,5 милиона светлинни години съдържа централна черна дупка с маса (1.1 – 2.3) × 108 (110 – 230 милиона) M☉, значително по-голяма от тази в Млечния път. Най-голямата свръхмасивна черна дупка в близост до Млечния път изглежда, че е тази в M87, с маса приблизително (6.4 ± 0.5) × 109 (~6,4 милиарда) M☉ на разстояние от 53,5 милиона светлинни години. На 5 декември 2011 г. астрономи откриват най-голямата свръхмасивна черна дупка в близката вселена – тази в свръхгигантската елиптична галактика NGC 4889, с маса 2,1×1010 (21 милиарда) M☉ на разстояние от 336 милиона светлинни години в съзвездието Косите на Вероника. Черните дупките в квазарите са доста по-големи, поради тяхното продължително състояние на растеж. Хиперяркият квазар APM 08279+5255 има свръхмасивна черна дупка с маса 2,3×1010 (23 милиарда) M☉. Още по-голяма свръхмасивна черна дупка е намерена в квазара S5 0014+81, която тежи 4,0×1010 (40 милиарда) M☉ или 10 000 пъти по-голяма от тази в центъра на Млечния път. И двата квазара са на 12,1 милиарда светлинни години.
Някой галактики като галактиката 4C +37.11 изглежда, че имат две свръхмасивни черни дупки в центъра си, образувайки бинарна система. Ако се сблъскат, събитието би предизвикало силни гравитационни вълни. Бинарните свръхмасивни черни дупки се смятат за често срещана последица от сливането на галактики. Бинарната двойка в OJ 287 на 3,5 милиарда светлинни години съдържа най-масивната двойка черни дупки, с оценена маса от 18 милиарда M☉.
На 28 март 2011 г. е забелязана свръхмасивна черна дупка да разкъсва средно голяма звезда. Това е единственото вероятно обяснение за наблюдаваното през същия ден спонтанно рентгеново лъчение. Източникът е по-рано неактивното галактическо ядро, а от изследване на изблика става ясно, че галактическото ядро е свръхмасивна черна дупка от порядъка на милион слънчеви маси. Това рядко събитие се счита за релативистично изтичане (материал бива изхвърлян в струя при значителна част от скоростта на светлината) от звезда, която е разрушена от приливната сила на свръхмасивната черна дупка. Значителна част от звезден материал се очаква да се е натрупала в свръхмасивната черна дупка. Последващо дългосрочно наблюдение би позволило това предположение да бъде потвърдено, ако емисиите от струята се разпадат с очакваната скорост за акреция на маса върху свръхмасивна черна дупка.
През 2012 г. астрономи докладват за необичайно голяма маса от приблизително 17 милиарда M☉ за черната дупка в компактната лещовидна галактика NGC 1277, която се намира на 220 милиона светлинни години в съзвездието Персей. Предполагаемата черна дупка има приблизително 59% от масата на издадеността на тази лещовидна галактика (14% от общата звездна маса на галактиката). Друго проучване стига до съвсем различно заключение: тази черна дупка не е толкова масивна, като най-вероятно маса ѝ е между 2 и 5 милиарда M☉. На 28 февруари 2013 г. астрономи използват сателита NuSTAR за да измерят с точност въртенето на свръхмасивна черна дупка за пръв път, в NGC 1365, и докладват, че хоризонта на събитията се върти с почти скоростта на светлината.
През септември 2014 г. данни от различни рентгенови телескопи показват, че изключително малката и плътна M60-UCD1 е дом на черна дупка с маса 20 милиона слънчеви маси в центъра си, която допринася за 10% от общата маса на галактиката. Откритието е доста изненадващо, тъй като черната дупка е пет пъти по-масивна от черната дупка в Млечния път, въпреки че галактиката е с маса по-малка от 5/1000 от тази на Млечния път.
Някои галактики нямат свръхмасивни черни дупки в центровете си. Въпреки че повечето галактики без свръхмасивни черни дупки са много малки, едно откритие остава мистерия: свръхгигантската елиптична галактика A2261-BCG не съдържа активна свръхмасивна черна дупка, въпреки че галактиката е една от най-големите познати галактики – десет пъти по-голяма и хиляда пъти по-масивна от Млечния път. Тъй като свръхмасивната черна дупка е видима единствено при акреция, една свръхмасивна черна дупка може да бъде почти невидима, освен чрез ефекта си върху звездните орбити.